# 名山街道 (玉林市)
名山街道，是中华人民共和国广西壮族自治区玉林市玉州区下辖的一个乡镇级行政单位。

## 行政区划
名山街道下辖以下地区：
五里桥社区、名山社区、旺瑶社区、绿杨社区、石棠社区、和睦村、榕楼村、太阳村、长望村、腾扬村、朱砂村、大良村和二泉村。